# Perry's Nut House

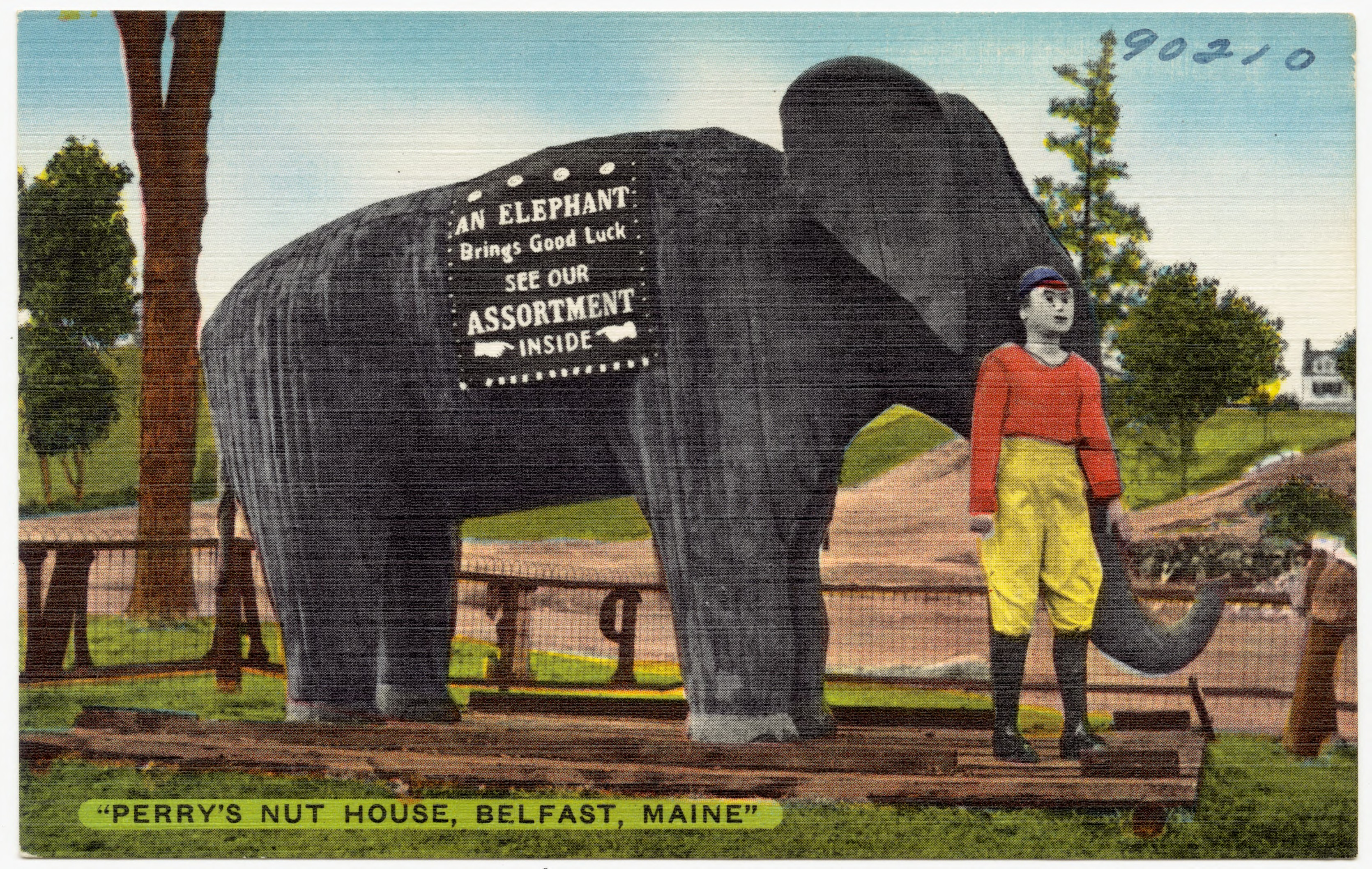
Perry's Nut House, Belfast, Maine -- um elefante traz boa sorte, veja nossa variedade no interior. Cartão postal dos Irmãos Tichnor. Entre cerca de 1930 e cerca de 1945

A Perry's Nut House é uma parada turística americana e loja na U.S. Route 1 em Belfast, Maine.
Inaugurada em 1927, a Perry's Nut House é um exemplo clássico de uma atração de beira de estrada nos Estados Unidos. Localizada na estrada costeira para Bar Harbor, a Perry's Nut House apresenta muitas esculturas de animais grandes pintadas do lado de fora do prédio. E, até 1997, dentro do prédio havia uma exposição de animais empalhados, nozes exóticas e sementes de todo o mundo. A Perry's também produz e vende fudge e doces caseiros tradicionais, além de souvenirs com o tema do Maine, brinquedos retrô e de madeira e brindes.

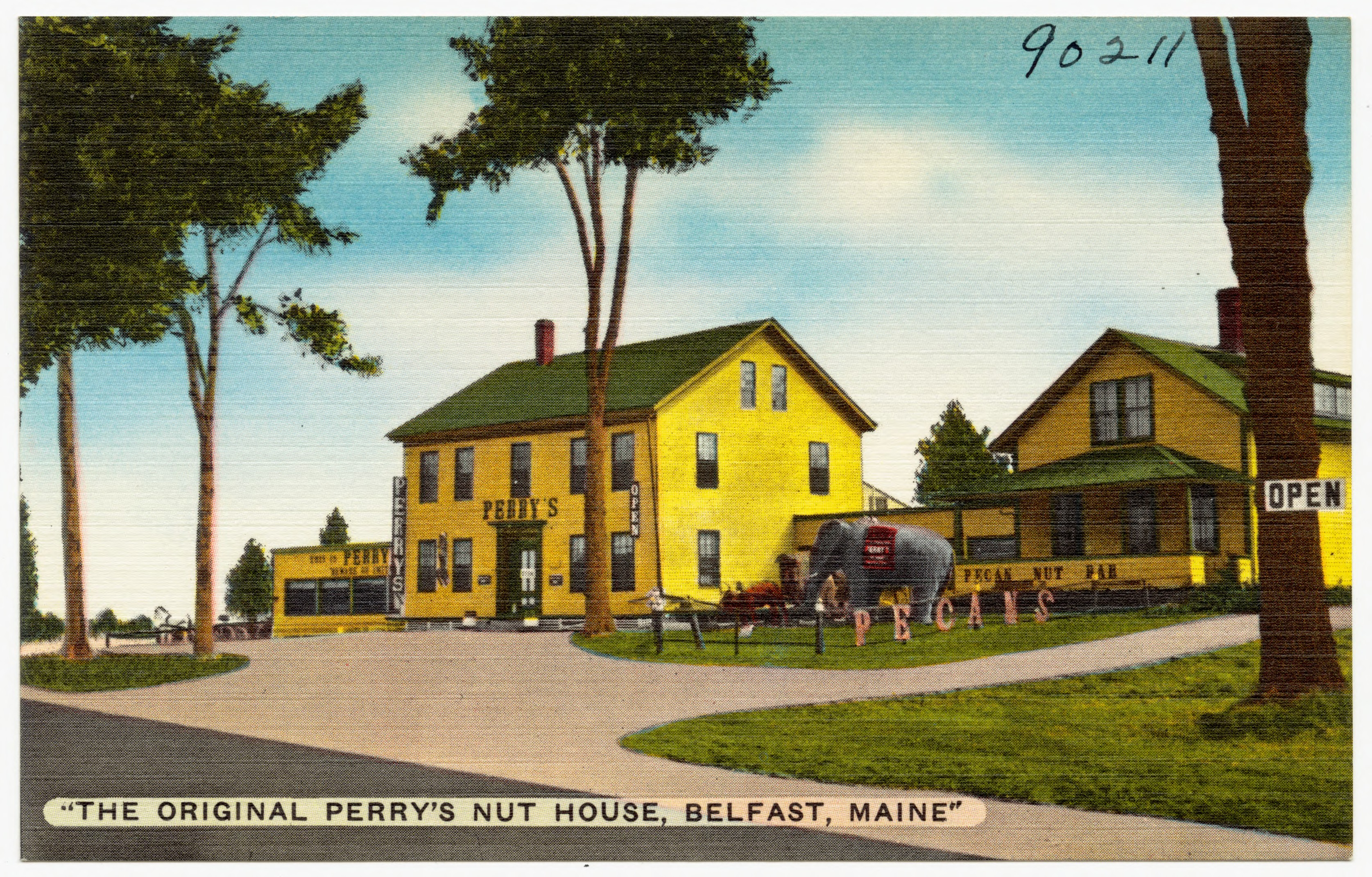
A Original Perry's Nut House, Belfast, Maine.

Em 1997, os terceiros proprietários (Diane e John Bailey) venderam a maioria dos animais taxidermizados originais e itens de exibição em um leilão realizado na loja. A partir de 2009, no entanto, os atuais proprietários da Perry's Nut House estão trabalhando arduamente para restaurar a sensação da antiga Perry's. Vários itens originais foram adquiridos e reapareceram na loja, incluindo um gorila (Ape-Raham, restaurado de janeiro a maio de 2012), uma pele de píton de 6,5 metros, um albatroz de pelúcia muito grande, um jacaré de 4 metros, um puma e um babuíno.

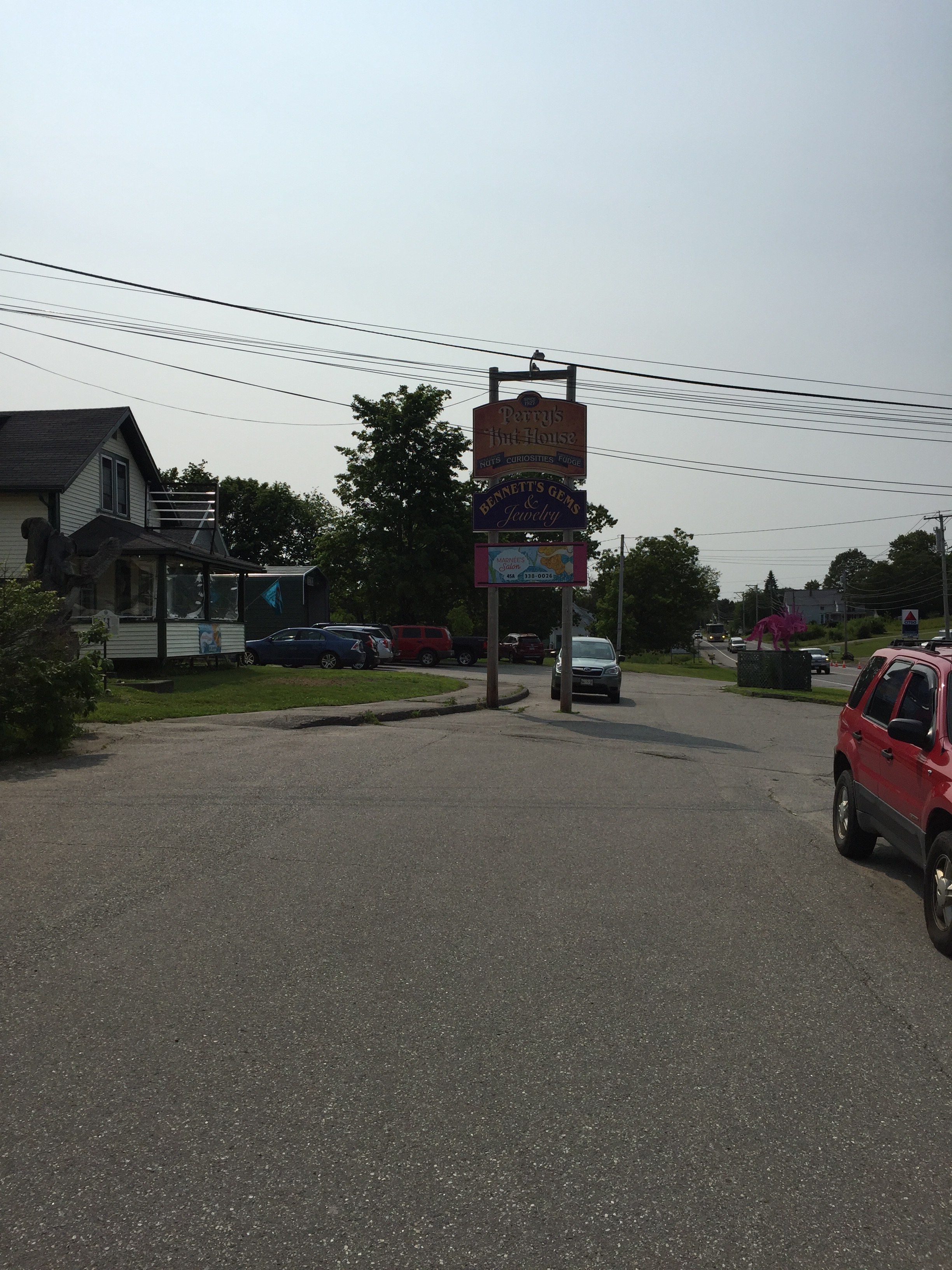
Placa da Perry's Nut House em Belfast, Maine. Um marco local e uma atração turística de longa data, possui uma loja de presentes, fudge caseiro, nozes e muitas exibições curiosas para entreter os visitantes.

Pequenos enfeites de elefante feitos à mão estão sendo vendidos para arrecadar fundos para a compra de um elefante em tamanho real para enfeitar o gramado. O antigo elefante agora está no topo do Colonial Theatre, no centro da cidade de Belfast.
No início da década de 1950, a Perry's Nut House usava um jingle de rádio cativante: "Pack up the kids. Jump in the car. Drive to Perry's Nut House, and there you are. Right on the coast, route number 1. Belfast, Maine, Oh golly what fun (Arrume as crianças. Entre no carro. Dirija até a Perry's Nut House, e lá está você. Bem no litoral, rota número 1. Belfast, Maine, Oh, meu Deus, que diversão)".